# ブルーガール
ブルーガールことサハール・コダヤリ（ペルシア語: سحر خدایاری、英語: Sahar Khodayari、1990年 - 2019年9月9日）は、イランの女性。イランで女性に禁じられている男子サッカーの試合観戦の疑いで警察に逮捕拘束されたが、テヘラン市内で焼身自殺を遂げた。

## 自殺に至る経緯
彼女はエステグラル・テヘランのファンで、ロングコートを着て男装し、チケットを購入してスタジアムに入った。しかし、途中で警備員に発覚して警察に3日間身柄を拘束された後、弁護士に、禁錮6ヶ月になると言われたあと、裁判所の前でガソリンを浴びた上で着火し、病院に搬送された後に死去した。彼女の死は世界のサッカーファンに広く知られることになった。その後、イランでは国際親善試合の観戦が女性に許された。